# Polystichum uahukaense
Polystichum uahukaense ist eine Pflanzenart aus der Gattung der Schildfarne (Polystichum) innerhalb der Familie der Wurmfarngewächse (Dryopteridaceae). Sie ist nur vom Typusstandort auf der Insel Ua Huka, die zu den Marquesas-Inseln im südlichen Pazifik gehört, bekannt.

## Beschreibung

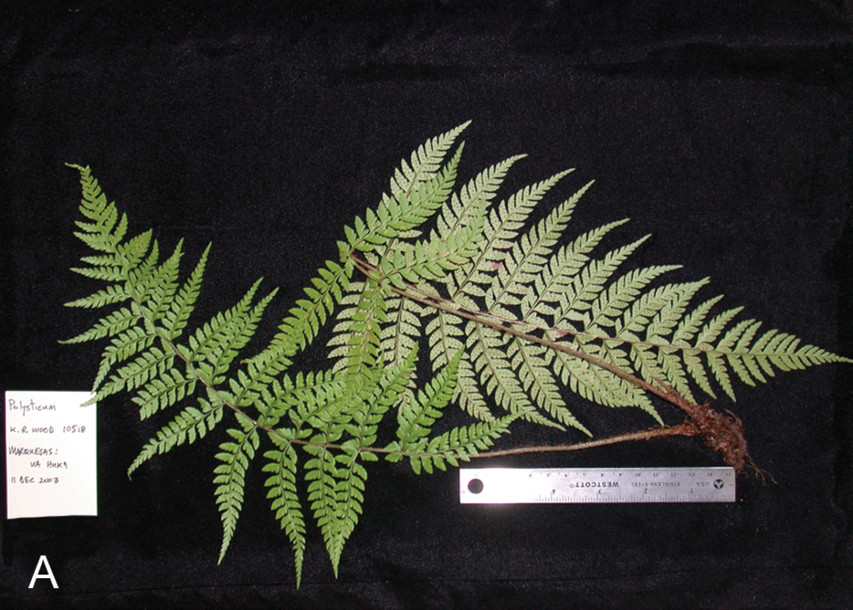
Farnwedeln

Polystichum uahukaense wächst als Farn. Er bildet ein aufrechtes oder halb aufrechtes, 3 bis 4 Zentimeter langes Rhizom, welches mit Schuppen bedeckt ist und einen Durchmesser von 1,5 bis 3 Zentimetern besitzt. Die einheitlich braunen bis dunkelbraunen Schuppen an dem Rhizom sind bei einer Länge von 2 bis 2,8 Zentimeter und einer Breite von 0,2 bis 0,25 Zentimetern linealisch-länglich und haben ganzrandige oder unregelmäßig feingezähnte Schuppenränder.
An jedem Rhizom stehen fünf bis sieben büschelartig angeordnete Wedel. Die Wedel haben 16 bis 43 Zentimeter lange Stiele. Sie sind an der Oberseite gefurcht und an der Basis dicht mit braunen Schuppen bedeckt, welche denen des Rhizoms ähneln und bei einer Länge von 1 bis 2 Zentimetern und einer Breite von 0,1 bis 0,2 Zentimetern linealisch bis linealisch-länglich geformt sind. Die Schuppen haben dünne gezähnte Ränder. Zudem sind die Stängel auch mit haarartigen Schuppen bedeckt. Zur Spitze des Wedelstiels hin nimmt die Dichte der Schuppen ab, diese können aber auch ganz fehlen.
Die zweifach-gefiederten Wedel sind bei einer Länge von 26 bis 58 Zentimetern sowie einer Breite von 12 bis 27 Zentimetern länglich-eiförmig bis annähernd länglich geformt und bestehen aus 20 bis 30 Paaren an Fiederblättchen. Die Hauptachse der Wedeln ist dicht mit blassbraunen, haarartigen Schuppen bedeckt, welche 0,3 bis 0,6 Zentimeter lang sind. Die mehr oder weniger papierartigen Fiederblättchen stehen annähernd gegenständig angeordnet an den Wedelstielen und können kleine Blattöhrchen aufweisen. Die untersten ein bis zwei Fiederblättchenpaare sind etwas zurückgebildet. Die Fiederblättchen bestehen aus 8 bis 16 Paaren an Blättchen, welche an der nach unten zeigenden Seite der Fiederblättchen gleich groß sind wie an der nach oben zeigenden Seite. Die größten Fiederblättchen sind bei einer Länge von 6 bis 15 Zentimeter und einer Breite von 1,5 bis 3 Zentimeter länglich geformt. Die Blättchen haben eine spitz oder stumpf zulaufende Spitze, können tief eingeschnitten sein und bilden dabei einen fast freistehenden, verkehrt-eiförmigen Lappen aus. Die Oberseite der jungen Blättchen ist spärlich mit drüsigen Haaren besetzt, welche mit zunehmendem Alter aber verschwinden. Die Unterseite ist auch bei älteren Blättchen an den Blattrippen, den Blattadern sowie den Rändern mit hellbraunen Haarschuppen besetzt. Die Blättchenränder sind gekerbt. Die sich verzweigende Blattaderung ist auf der Blättchenoberseite nur schwer, auf der Unterseite aber deutlich erkennbar.
Die dünnen hellbraunen Sori sind meist kurzlebig und sind von einem schildförmigen Indusium bedeckt, welches 0,5 bis 0,6 Millimeter groß ist. Die Sporen sind schwarz.

## Vorkommen
Polystichum uahukaense ist ein Endemit der Insel Ua Huka, die zu den Marquesas-Inseln im südlichen Pazifik gehört. Polystichum uahukaense wurde bisher nur an einer Felswand am oberen Ende eines Tales in der Nähe der Dörfer Hane und Hokatu in einer Höhenlage von etwa 520 Metern gefunden. Diese feuchte, mit Moosen bewachsene Felswand liegt im Schatten eines feuchten Waldes in dem unter anderen der Lindenblättrige Eibisch (Hibiscus tiliaceus) sowie Pandanus tectorius wächst. Als vergesellschaftete Arten wachsen auch Bidens polycephala, Boehmeria virgata, Dryopteris macropholis, Macropiper latifolium, Microsorum grossum, Schwertfarn-Arten (Nephrolepis spec.), Peperomia pallida, Phyllanthus pacificus, Pteris comans, Selaginella arbuscula sowie Tectaria jardinii an der Felswand.

## Systematik
Die Erstbeschreibung als Polystichum uahukaense erfolgte 2011 durch David H. Lorence und Warren Lambert Wagner in PhytoKeys, Nummer 4, Seite 25. Das Artepitheton uahukaense verweist auf die Insel Ua Huka, auf welcher diese Art endemisch ist.
Als nächstverwandte Art wird Polystichum rapense, welche auf der Insel Rapa Iti heimisch ist, angesehen.